# Aloe schomeri
Aloe schomeri ist eine Pflanzenart der Gattung der Aloen in der Unterfamilie der Affodillgewächse (Asphodeloideae). Das Artepitheton schomeri ehrt Menko Schomerus, einen Minenbesitzer in Ampanihy auf Madagaskar.

## Beschreibung

### Vegetative Merkmale
Aloe schomeri wächst stammlos oder sehr kurz stammbildend, ist einfach oder sprossend und bildet dann Gruppen. Die etwa 30 lanzettlich verschmälerten Laubblätter bilden dichte Rosetten. Die dunkelgrüne Blattspreite ist 20 bis 30 Zentimeter lang und 3 bis 5 Zentimeter breit. Die knorpeligen Blattränder sind heller und fast weiß. Die hellen, fast weißen Zähne am  Blattrand sind 2 Millimeter lang und stehen 5 bis 8 Millimeter voneinander entfernt.

### Blütenstände und Blüten
Der Blütenstand ist in der Regel einfach oder besteht gelegentlich aus ein bis zwei Zweigen. Er erreicht eine Länge von bis zu 65 Zentimeter. Die dichten, fast kopfigen oder kurz zylindrischen Trauben sind 6 bis 10 Zentimeter lang und 7 Zentimeter breit. Die Brakteen weisen eine Länge von etwa 9 Millimeter auf und sind 5 Millimeter breit. Die gelben Blüten stehen an 12 Millimeter langen Blütenstielen. Die Blüten sind 21 Millimeter lang und an ihrer Basis gerundet. Oberhalb des Fruchtknotens sind die Blüten zur Mündung erweitert. Ihre äußeren Perigonblätter sind fast nicht miteinander verwachsen. Die Staubblätter und der Griffel ragen 5 bis 8 Millimeter aus der Blüte heraus.

## Systematik und Verbreitung
Aloe schomeri ist im Südosten von Madagaskar auf Gneisfelsen verbreitet.
Die Erstbeschreibung durch Werner Rauh wurde 1966 veröffentlicht.

## Nachweise